# Liste des épisodes de Veronica Mars

Cette page recense la liste des épisodes de la série télévisée Veronica Mars.

## Première saison (2004-2005)
Dans la première saison, Veronica recherche le meurtrier de sa meilleure amie Lilly.
1. Mars investigation (Pilot)
2. La Belle Vie à crédit (Credit Where Credit Is Due)
3. À la recherche de John Smith (Meet John Smith)
4. Dupés (The Wrath of Con)
5. Rien à déclarer (You Think You Know Somebody)
6. Le Règne de Kane (Return of the Kane)
7. La Fille du dessus (The Girl Next Door)
8. Le Test de pureté (Like a Virgin)
9. L'Héritier reprogrammé (Drinking the Kool-Aid)
10. Partie de poker (An Echolls Family Christmas)
11. Secrets de famille (Silence of the Lamb)
12. Les Tritons (Clash of the Tritons)
13. Gangsta Rap (Lord of the Bling)
14. Mars contre Mars (Mars vs. Mars)
15. Éclipse totale du cœur (Ruskie Business)
16. Betty (Betty and Veronica)
17. Kane et Abel (Kanes and Abel's)
18. Compte à rebours (Weapons of Class Destruction)
19. Chiens perdus (Hot Dogs)
20. Destruction mutuelle assurée (M.A.D.)
21. Le Coup du dentiste (A Trip to the Dentist)
22. La Vérité sur Lilly (Leave It to Beaver)

## Deuxième saison (2005-2006)
Dans la seconde saison, Veronica cherche à résoudre le meurtre de plusieurs lycéens assassinés dans un crash de bus scolaire.
1. Normal, vous avez dit normal ? (Normal Is the Watchword)
2. Envers et contre tous (Driver Ed)
3. Orgueil et préjugés (Cheatty Cheatty Bang Bang)
4. Amours, argent et confusion (Green-Eyed Monster)
5. Choisir son camp (Blast from the Past)
6. La Vie est injuste (Rat Saw God)
7. Quelqu'un à protéger (Nobody Puts Baby in a Corner)
8. Radio pirate (Ahoy Mateys)
9. Le Bébé secret (My Mother, the Fiend)
10. Une affaire simple (One Angry Veronica)
11. Lorsque l'enfant disparaît (Donut Run)
12. Un parfum de trahison (Rashard and Wallace Go to White Castle)
13. Au-dessus de tout soupçon (Ain't No Magic Mountain High Enough)
14. Maître-chanteur (Versatile Toppings)
15. Jouer les cupidons (The Quick and the Wed)
16. De l'eau sous les ponts (The Rapes of Graff)
17. Plan B (Plan B)
18. Cauchemars (I Am God)
19. Au bout de la chaîne (Nevermind the Buttocks)
20. Harcèlement (Look Who's Stalking)
21. Du sang et des larmes (Happy Go Lucky)
22. Une relâche épique (Not Pictured)

## Troisième saison (2006-2007)
La troisième saison est composée de trois arcs. Dans le premier, Veronica doit élucider une série de viols qui se déroulent sur le campus de son université ; dans le second, elle doit résoudre le meurtre du doyen ; tandis que le dernier est constitué exclusivement d'épisodes ayant chacun une intrigue qui leur est propre, sans lien réel avec le reste de la saison.
1. Cadeau de bienvenue (Welcome Wagon)
2. Jeu de rôle (My Big Fat Greek Rush Week)
3. Une question de Confiance (Wichita Linebacker)
4. Faux Frère (Charlie Don't Surf)
5. Hold up (President Evil)
6. Les Tricheurs (Hi, Infidelity)
7. Ceux qui nous aiment (Of Vice and Men)
8. Étrange disparition (Lord of the Pi's)
9. Ici, maintenant (Spit & Eggs)
10. Monnaie de singe (Show Me the Monkey)
11. Raison et sentiments (Poughkeepsie, Tramps and Thieves)
12. La colère est mauvaise conseillère (There's Got to Be a Morning After Pill)
13. Le Coupable idéal (Postgame Mortem)
14. Derrière les barreaux (Mars, Bars)
15. Suspects (Papa's Cabin)
16. Les Jardins de babylone (Un-American Graffiti)
17. Rock n'roll attitude (Debasement Tapes)
18. Veronica Mars, détective privé (I Know What You'll Do Next Summer)
19. Piégé (Weevil's Wobble)
20. Après la pluie… (The Bitch Is Back)

## Quatrième saison (2019)
1. Spring Break Forever (Spring Break Forever)
2. Enquêtes parallèles (Chino and the Man)
3. Que la fête continue ! (Keep Calm and Party On)
4. À en perdre la tête (Heads You Lose)
5. Une menace culottée (Losing Streak)
6. Comprendre sa douleur (Entering a World of Pain)
7. Les dieux de la guerre (Gods of War)
8. Des années, des continents, du sang et des larmes (Years, Continents, Bloodshed)